# Дионица
Дионица (екав. деоница; такође: акција) представља једно од сљедећа два значења:
- удио који сваки учесник у акционарском друштву има у имовини друштва (његов основни удио);[1]
- исправа помоћу које њен власник стиче право учешћа у расподјели добити акционарског друштва (дивиденде).[1]

По основу величине сопственог дионичког удјела остварује се право на: 
- управљање
- дивиденду
- ликвидациони остатак.

Разлика између дионица и нпр. обвезница је у томе што су обвезнице дужничке хартије од вриједности и са собом носе обавезу издаваоца да инвеститору врати позајмљена средства, док средства уложена у дионице садрже ризик да не буду враћена, уколико на примјер дође до ликвидације предузећа. Са друге стране, дионице пружају и већу могућност остваривања добити на уложена средства, било по основу пораста цијене, било по основу дивиденде која се дистрибуира дионичарима уколико предузеће оствари позитиван финансијски резултат.
Основни капитал друштва подијељен је на дионице чија је најнижа номинална вриједност одређена законским прописима. Максимална номинална вриједност се одређује статутом друштва, односно уговором закљученим између учесника у друштву.
Под појмом дионица најчешће се подразумијева исправа која се издаје учеснику друштва који уплати свој удио и на основу које се стиче право, како на учешће у органима управљања друштва, тако и у расподјели његове добити.
Дионице се издају, по правилу, у облику хартија од вриједности које гласе на име или на доносиоца. Могуће је и издавање дионица по наредби. Правило је да се дионице могу преносити без обзира како је власник одређен.
Дионице се дијеле:
- У односу на вријеме када се издају, на:
  - привремене: обично се издају приликом оснивања друштва, и трају све док власник такве дионице не уплати у потпуности одређену своту на име свог удјела у друштву, након чега се привремене дионице повлаче и замењују се сталним)
  - сталне.
- у односу на садржину права које дају имаоцима, на:
  - обичне: власници ових дионица уживају права која су статутом предвиђена за све учеснике друштва
  - приоритетне: власници ових дионица имају извесне привилегије у односу на остале учеснике; обично имају право на већу дивиденду, право да првенствено они буду бирани у органе управљања друштва исл.; издају се најчешће приликом повећавања основног капитала друштва, а обично су намијењене новим акционарима.

Дионице се међусобно разликују и по броју гласова који припадају власницима приликом доношења одлука у органима друштва. Са становишта власничког ризика, дионице су ризичнији финансијски инструмент од обвезница, јер дионичко друштво прво мора да исплати камате на издате обвезнице, па тек онда да расподјељује дивиденде. Међутим, у условима инфлације, дионице су мање ризични финансијски инструменти. Дионице имају варијабилну дивиденду која зависи од висине добити предузећа.
Тржишна цијена сигурних дионица је њихова садашња вриједност, која је добијена на основу дисконтовања будућих прихода од дионица по одговарајућој стопи приноса. Тржишна цијена ризичних дионица садржи поред сигурних приноса и премију за ризик, која расте са повећањем ризика. Случајни или несигурни ход (енгл. random walk) је назив за кретање тржишних цијена дионица: дневно кретање цијена дионица делује хаотично и непредвидљиво, али општи индекс цијена дионица (нпр. Доу-Џонс индекс) показује узлазно кретање на дуги рок. Коефицијент који мјери степен ризичности сваке дионице назива се бета-коефицијент; он представља однос између ризичности дате дионице и општег нивоа ризичности цијелог тржишта дионица и процјењује се уобичајеним статистичким методама.
Дионице могу бити оснивачке и нове. Нове дионице се емитују ради повећања капитала дионичког друштва. Једном издате дионице никада се не повлаче са секундарног тржишта тако да је обим нових дионица релативно мали у односу на њихов укупан износ.